# Alain Cayzac
Alain Cayzac, né le 2 juin 1941 à Évreux, est un publicitaire français. Il a été président du Paris Saint-Germain Football Club de juin 2006 au 21 avril 2008.

## Biographie

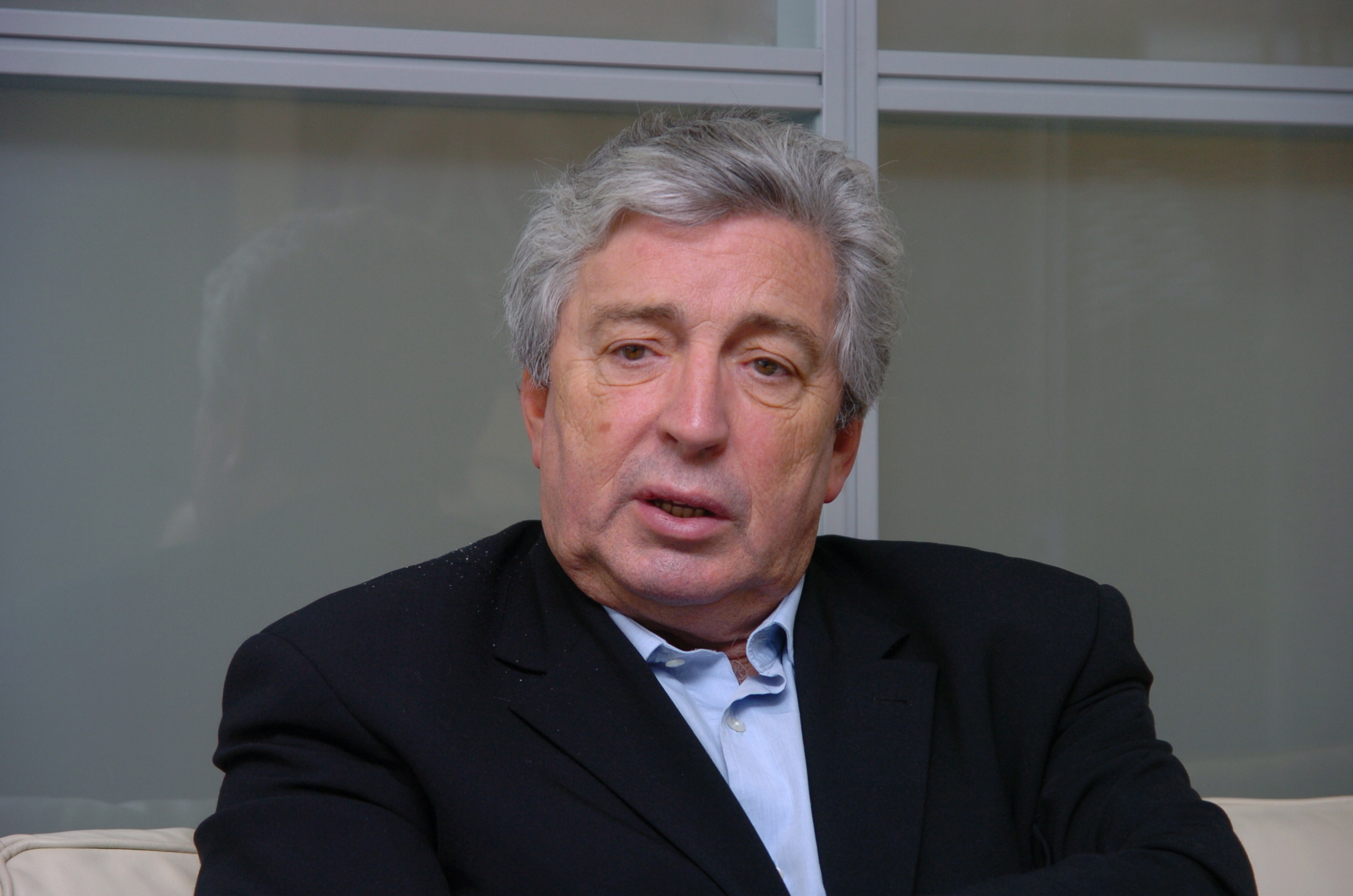
Alain Cayzac, le 27 février 2007 à Paris.

Diplômé d'HEC, Alain Cayzac commence sa carrière de publicitaire en 1969 puis cofonde en 1972 l'agence RSCG avec Bernard Roux (R), Jacques Séguéla (S) et Jean-Michel Goudard (G). Il en devient le président en 1984. Après la fusion avec Eurocom en 1991, il garde la présidence. Il devient ensuite vice-président d'Havas en 1997 qu'il quitte en décembre 2005, après la prise de contrôle du groupe par Vincent Bolloré, qu'il avait critiqué.
Membre du comité directeur du Paris Saint-Germain depuis 1986, il en devient l'un des actionnaires minoritaires (2 %) de 1991 à 2005 puis le président en juin 2006. Il participe à ce que davantage de personnalités publiques figurent parmi les supporters pendant les matchs.
Depuis 2007 il devient président d'honneur du Paris Foot Gay.
Le 21 avril 2008, après une réunion avec Sébastien Bazin et Walter Butler, qui lui impose comme conseiller sportif Michel Moulin à la suite des contre-performances du club de foot qui l'ont mené aux portes de la relégation, Alain Cayzac démissionne de son poste de président du Paris–Saint-Germain, et est remplacé par Simon Tahar.

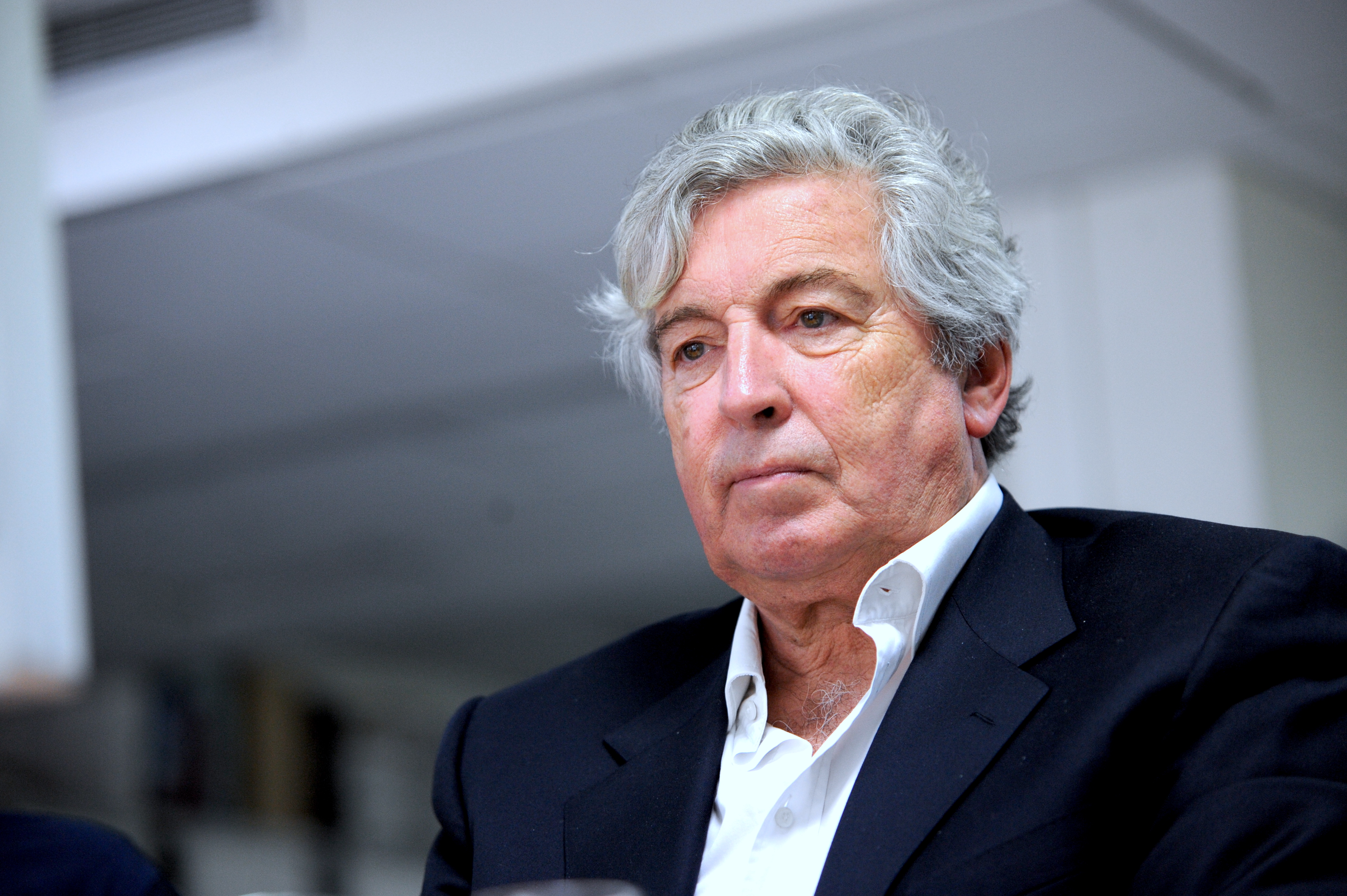
Alain Cayzac, le 24 mars 2010 à Paris.

Après sa démission, Alain Cayzac avoua dans les médias avoir pensé à plusieurs personnes pour la survie du club, telles que José Mourinho ou Gérard Houllier.
Le 8 avril 2009, il est fait chevalier de l'ordre de la Légion d'honneur[réf. souhaitée] par le président de la République, Nicolas Sarkozy.
Alain Cayzac est l'auteur de plusieurs ouvrages à succès sur le football et la publicité :
- Passion impossible, Editions du Moment, 2008.
- Tout ce qu'on ne m'a pas appris à l'école, Editions du Moment, 2010. Edition Poche du Moment en 2014.
- Le Mister de Paris (entretiens avec Damien Jeannes et Rico Rizzitelli), Hugo et Compagnie, 2011.
- Petits ponts et contre-pieds (Histoires insolites sur les 20 Coupes du Monde, les souvenirs de 40 grands témoins), avec Guillaume Evin, Editions du Moment, 2014.
- Les carottes râpées de Fabius, (et autres bourdes de com des politiques), avec Guillaume Evin, Editions de la Martinière, 2016.